# Осіння риболовля (мультфільм)
«Осіння риболовля» — анімаційний фільм 1968 року Творчого об'єднання художньої мультиплікації студії Київнаукфільм, режисер — Алла Грачова. 

## Сюжет
Екранізація казки Сергія Козлова. Як ведмедики нарибалили зорі, місяць і сонечко. 

## Творча група
- Автор сценарію: Сергій Козлов
- Режисер: Алла Грачова
- Композитор: Леся Дичко
- Художник-постановник: Микола Чурилов
- Художники-мультиплікатори: Константин Чікін, Ніна Чурилова, Єфрем Пружанський
- Асистенти: Р. Лумельська, Г. Бабенко, Юна Срібницька, Е. Перетятько, А. Тищенко, В. Таранова, Л. Драган
- Оператор: Сергій Нікіфоров
- Звукооператор: Ігор Погон
- Ролі озвучували: Людмила Козуб (українською) та Маргарита Корабельникова (російською)